# Лучковка (Николаевская область)
Лучковка (укр. Лучківка; до 2024 года — Красновка) — село в Первомайском районе Николаевской области Украины.
Основано в 1924 году. Население по переписи 2001 года составляло 60 человек. Почтовый индекс — 56320. Телефонный код — 5135. Занимает площадь 0,984 км².

## Местный совет
56320, Николаевская обл., Первомайский р-н, с. Краснополь, ул. Лебеденка, 3